# Lycodapus derjugini
Lycodapus derjugini is een straalvinnige vissensoort uit de familie van puitalen (Zoarcidae). De wetenschappelijke naam van de soort is voor het eerst geldig gepubliceerd in 1935 door Andriashev.